# Côte de Grâce
La Côte de Grâce est un choronyme qui correspond à l'ouest du littoral du pays d'Auge sur la baie de Seine en Normandie, à l'est du Calvados, entre l'estuaire de la Seine et celui de la Touques. Elle se situe entre la Côte Fleurie à l'ouest et la Côte d'Albâtre au nord-est.

## Présentation
Les villes et stations balnéaires constitutives de la Côte de Grâce sont :
- Trouville-sur-Mer
- Villerville
- Cricquebœuf
- Pennedepie
- Honfleur